# Komárovce
Komárovce, ungarisch Komaróc ist eine Gemeinde im Osten der Slowakei mit 422 Einwohnern (Stand 31. Dezember 2024) auf 8,47 km². Damit gehört sie zu den nach Fläche und Einwohnern kleinsten Gemeinden im Okres Košice-okolie, einem Teil des Košický kraj.

## Geografie
Die Gemeinde befindet sich im südlichen Teil des Talkessels Košická kotlina, etwa 18 Kilometer südwestlich von Košice. Im Gemeindegebiet von Komárovce vereinigen sich die aus der Vorbergzone des Slowakischen Erzgebirges kommenden Bäche Lučný potok und Komarovský potok, um über die Ida, einem Bodva-Nebenfluss, abzufließen. Das Ortszentrum liegt auf einer Höhe von 198 m n.m. in ebenem, von zahlreichen kleinen Entwässerungsgräben durchzogenem Gelände. Den Reichtum an Wasservögeln in diesem Feuchtgebiet symbolisiert ein Storch im Gemeindewappen.
Nachbargemeinden von Komárovce sind Veľká Ida im Nordosten und Südosten sowie Cestice im Westen und Nordwesten.

## Geschichte
Das Gebiet um Komárovce war schon in der Jungsteinzeit bewohnt, was Bandkeramik-Funde der Bükker Kultur erwiesen.
Im Jahr 1365 wurde das Dorf erstmals in einer Inventar-Urkunde erwähnt. Der Name Komárovce erschien erstmals 1402. 1427 zählte man 120 Bewohner. Das älteste erhaltene Siegel der Gemeinde stammt aus dem Jahr 1754.
1910 lebten im Dorf 445 vorwiegend ungarische Bewohner. Bis 1918 gehörte Komárovce / Komaróc wie alle im Komitat Abaúj-Torna liegenden und mehrheitlich ungarischsprachigen Orte zum Königreich Ungarn und kamen danach zur Tschechoslowakei. Nach dem Ersten Wiener Schiedsspruch lagen sie von 1938 bis 1945 noch einmal in Ungarn.

## Bevölkerung
| Jahr                | 1994 | 2004     | 2014    | 2024     |
| ------------------- | ---- | -------- | ------- | -------- |
| Anzahl der Personen | 440  | 393      | 378     | 422      |
| Unterschied         |      | −10,68 % | −3,81 % | +11,64 % |

| Jahr                | 2023 | 2024    |
| ------------------- | ---- | ------- |
| Anzahl der Personen | 412  | 422     |
| Unterschied         |      | +2,42 % |

Nach den Ergebnissen der Volkszählung 2001 lebten in Komárovce 394 Einwohner, davon
- 84,26 % Ungarn und
- 15,74 % Slowaken.

42,1 % der Bewohner bekannten sich zur römisch-katholischen Kirche.

## Sehenswürdigkeiten
- Das älteste sakrale Bauwerk in Komárovce ist die Reformierte Kirche (kostol reformovanej cirkvi) aus dem frühen 19. Jahrhundert. Sie steht in der Ortsmitte.
- Die römisch-katholische Kirche Mariä Himmelfahrt (kostol Nanebovstupenia Pana) wurde 1925 am Nordende des Dorfes errichtet.

|  |  |

## Partnerschaft
Komárovce pflegt Partnerschaften mit der ungarischen Gemeinde Boldogkőváralja und der lettischen Kleinstadt Staicele.

## Wirtschaft und Infrastruktur
Die Gemeinde hat ihren ländlichen Charakter bewahrt. Die Bewohner arbeiten in der Landwirtschaft, im Dienstleistungssektor oder pendeln in die Industriebetriebe in und um Košice. Im Dorf gibt es ein Lebensmittelgeschäft, eine Poststelle und eine kleine Apotheke.
Durch das Gemeindegebiet verläuft die Landstraße von Buzica nach Veľká Ida. Komárovce besitzt einen Haltepunkt an der Bahnstrecke Košice-Barca–Rožňava.